# José Carlos Ibarra Jerez
José Carlos Ibarra Jerez (Totana, Regió de Múrcia, 7 d'agost de 1985) és un escaquista i entrenador d'escacs murcià, que té el títol de Gran Mestre Internacional des de 2013, el primer murcià en assolir-lo. És llicenciat en dret per la Universitat de Granada.
A la llista d'Elo de la FIDE del desembre de 2021, hi tenia un Elo de 2567 punts, cosa que en feia el jugador número 11 de l'estat espanyol, i el número 355 del rànquing mundial. El seu màxim Elo va ser de 2577 punts, a la llista del setembre de 2017.

## Resultats destacats en competició
Ibarra va començar a jugar als escacs de la mà del seu germà, i a competir a 11 anys.
El 2001 fou campió d'Espanya sub-16 a Orpesa El 2004 fou campió d'Espanya Juvenil a Mondariz El 2005 va vèncer a l'Obert Internacional de Monachil. El 2006 guanyà l'Obert Internacional de Granada, i hi obtingué la seva primera norma de GM; la segona l'obtindria el 2008 a Barcelona.
El 2011 guanyà el III Obert Internacional d'Escacs Ciudad de Cehegin El 2012 va guanyar la XXIXa edició de l'Obert Internacional d'escacs actius Ciutat de Manresa, amb els mateixos punts que Hipòlit Asís però amb millor desempat.
El 2013 va obtenir el títol de Gran Mestre Internacional en fer la tercera norma necessària al Torneig Tradewise Gibraltar Chess 2013-Masters, on hi acabà 30è de 247 jugadors, dels quals 52 eren Grans Mestres (el campió fou Nikita Vitiúgov). El 2014 va guanyar l'Obert Internacional Ciudad de Lorca.
El 2015 va guanyar el XXIIè Torneig Nueva Acropolis Granada, per davant de James Plaskett. L'octubre de 2017 va participar amb Espanya al Campionat d'Europa d'escacs per equips, a Creta, i hi va obtenir una medalla de plata individual al cinquè tauler, amb 4/6 punts. L'abril de 2018 fou quart al fort torneig obert internacional de La Roda (Albacete), a Albacete, el més antic d'Espanya (el campió fou Manuel Pérez Candelario).
El maig de 2019 va guanyar el XXXIè Open Internacional de Ajedrez Ciudad de Dos Hermanas.